# Aérodrome de Château-Arnoux-Saint-Auban
L’aérodrome de Château-Arnoux-Saint-Auban (code OACI : LFMX) est un aérodrome ouvert à la circulation aérienne publique (CAP), situé à 4 km au sud-sud-ouest de Château-Arnoux-Saint-Auban dans les Alpes-de-Haute-Provence (région Provence-Alpes-Côte d'Azur, France).
Il est utilisé pour la pratique d’activités de loisirs et de tourisme (aviation légère et aéromodélisme).

## Situation
L’aérodrome est implanté sur la rive droite de la Durance, sur un petit plateau qui domine un coude de la rivière à 459 m d'altitude. Il est entouré de plusieurs monts de 600 à 800 m.

## Infrastructures
L'aérodrome est un champ d'aviation orienté 022/202 et possédant cinq minibandes bitumées réparties de part et d’autre, ayant les caractéristiques suivantes :
- SE1 : 350 m par 7,5 m orientée 045°/255°
- SE2 : 300 m par 7,5 m orientée 005°/185°
- SE1 : 360 m par 10 m orientée 059°/239°
- NO : 350 m par 7,5 m orientée 012°/192°
- S0 : 300 m par 7,5 m orientée 030°/210°

L’aérodrome n’est pas contrôlé. Les communications s’effectuent en auto-information par la fréquence de 122,300 MHz.
Les pistes n’ayant pas de balisage lumineux, l’aérodrome n’est pas agréé pour le vol à vue (VFR) de nuit, ni pour le vol aux instruments (IFR) de nuit. Les vols IFR de jour sont toutefois possibles.
L’avitaillement en carburant (100LL) est possible pour les aéronefs basés. Il n'y a ni douanes, ni police, mais un SSLIA (Service de sauvetage et de lutte contre l'incendie des aéronefs) niveau 1.

## Rattachements
Château-Arnoux-Saint-Auban est un petit aérodrome qui dépend du district aéronautique Provence et ne dispose pas de services de la DGAC. Pour l'information aéronautique, la préparation des vols et le dépôt des plans de vol, il est rattaché au BRIA (Bureau régional d'information et d'assistance au vol) de l'aéroport Marseille Provence.
Pour le suivi des vols VFR avec plan de vol et pour le service d'alerte, l'aérodrome dépend du bureau des télécommunications et d'information en vol (BTIV) du Centre en route de la navigation aérienne Sud-Est d'Aix-en-Provence.

## Activités particulières
L'activité de voltige (axe no 6920) de 850 pieds/sol au FL075 du lever au coucher du soleil est réservée aux aéronefs basés.
Il existe également :
- une activité de treuillage de planeurs (no 988)[3] (méthode de lancer par câble).

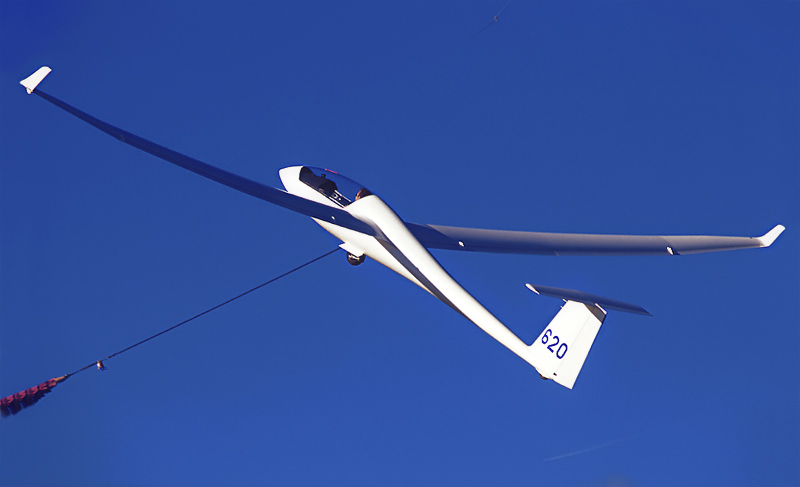
Décollage au treuil.
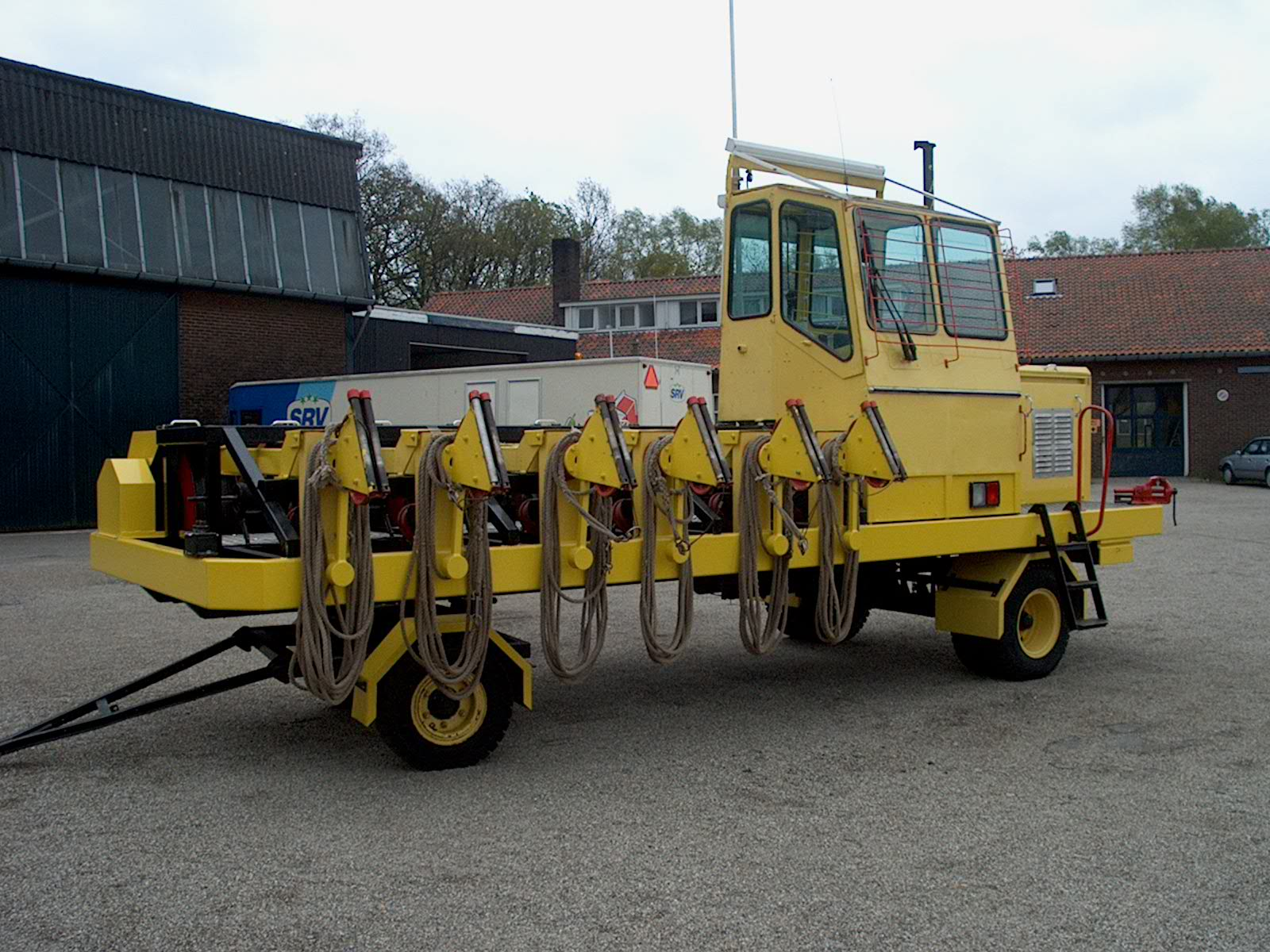
Un treuil.

- Un aéromodelisme sur l'aérodrome (no 9695) du sol à 1 000 pieds/sol du lever au coucher du soleil[4].

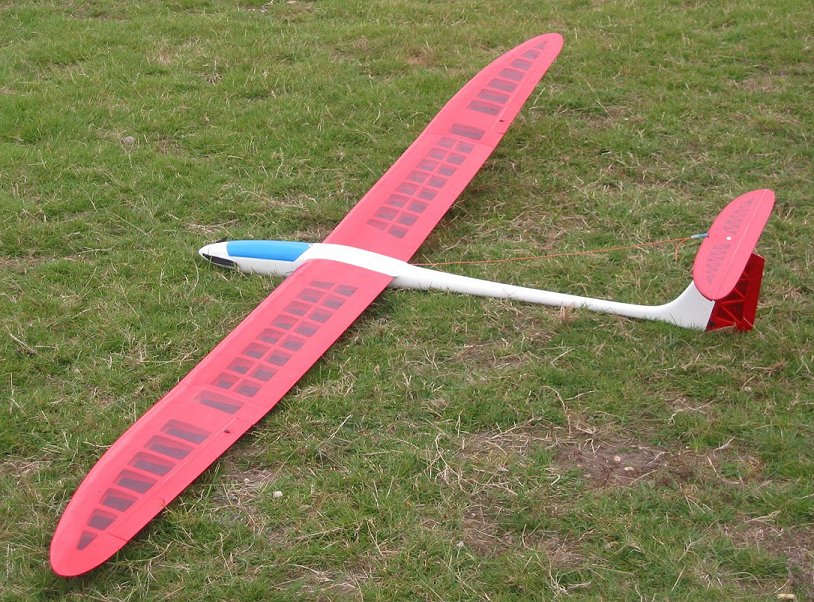
Planeur radiocommandé.
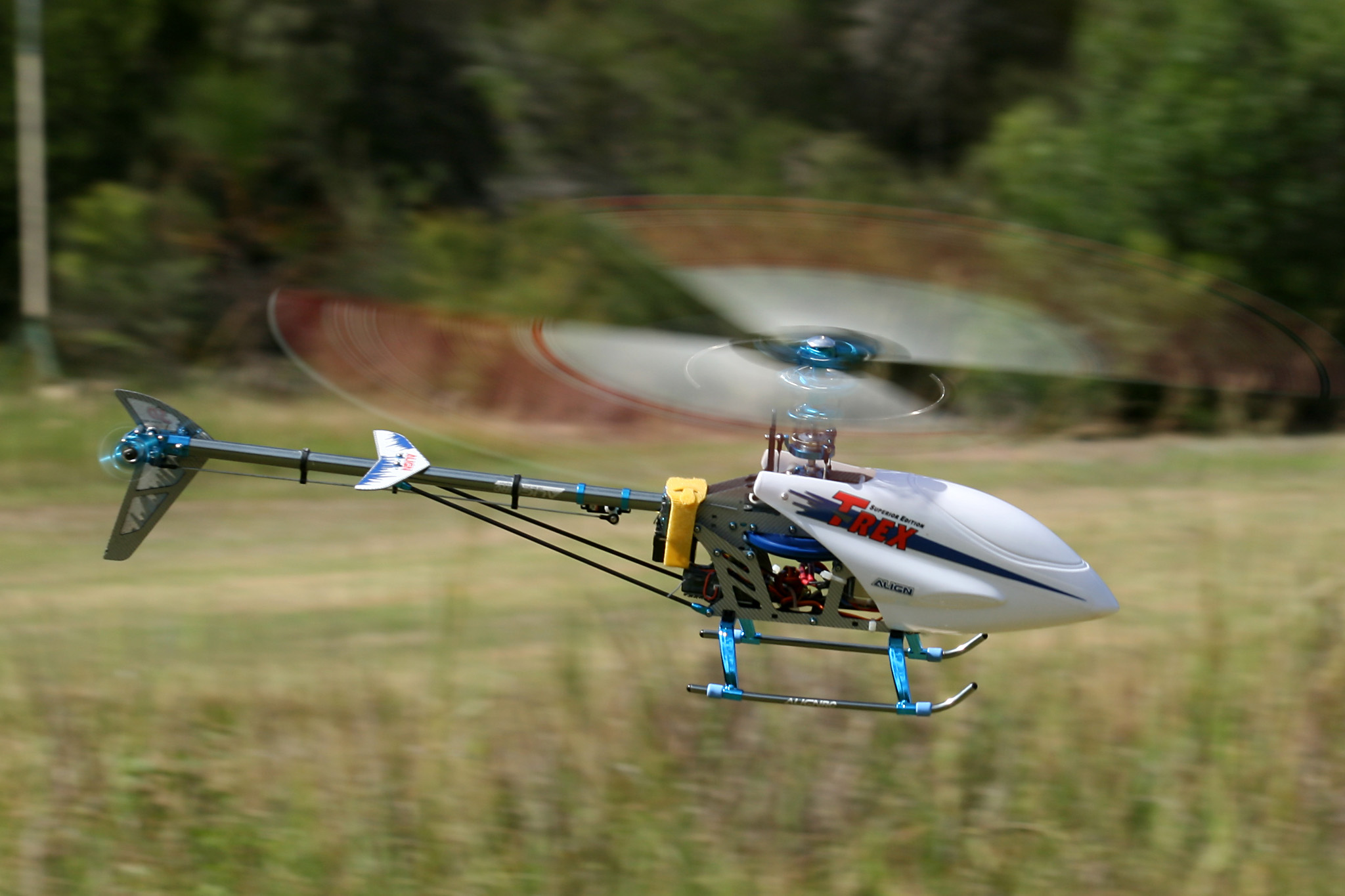
Hélicoptère radiocommandé.

## Statistiques
| intitulé                   | 2007   | 2008   | 2009   | 2010   | Variation 2010/2009 | Variation 2010/2007 |
| -------------------------- | ------ | ------ | ------ | ------ | ------------------- | ------------------- |
| mouvements commerciaux     | 0      | 0      | 0      | 0      | -                   | -                   |
| mouvements non-commerciaux | 35 564 | 37 734 | 44 491 | 43 414 | -2,04 %             | 22,07 %             |
| dont vols locaux           | 31 100 | 33 412 | 37 975 | 38 438 | 1,20 %              | 23,59 %             |
| dont voyage                | 4 464  | 4 322  | 6 516  | 4 976  | -23,06 %            | 11,47 %             |
| Total mouvements           | 35 564 | 37 734 | 44 491 | 43 414 | -2,04 %             | 22,07 %             |

Les vols locaux sont en constante augmentation avec le développement de l'activité vélivole. Les vols de voyage dépendent beaucoup plus des conditions météo.

## Aéroclubs et écoles de pilotage
Trois aéroclubs sont présents sur le terrain : l'aéroclub de Haute-Provence, le centre national de vol à voile (CNVV) et l'association vélivole de Château Arnoux - Saint Auban (AVCASA).
Également, le site abrite le centre de vol à voile de l'École nationale de l'aviation civile (ÉNAC),.

## Avions utilisés
Par le CNVV :
Planeurs biplaces : Nimbus IV D, ASH25, Duo Discus, DG 1000, Janus C, Janus B Twin III, Fox, ALLIANCE 34, ASK21, Arcus.

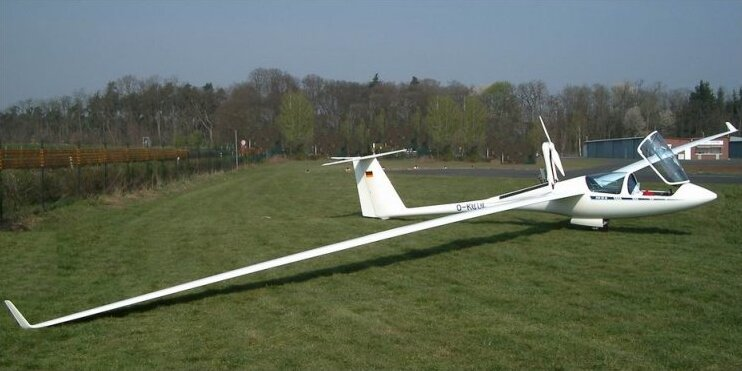
ASH-25Mi au sol.
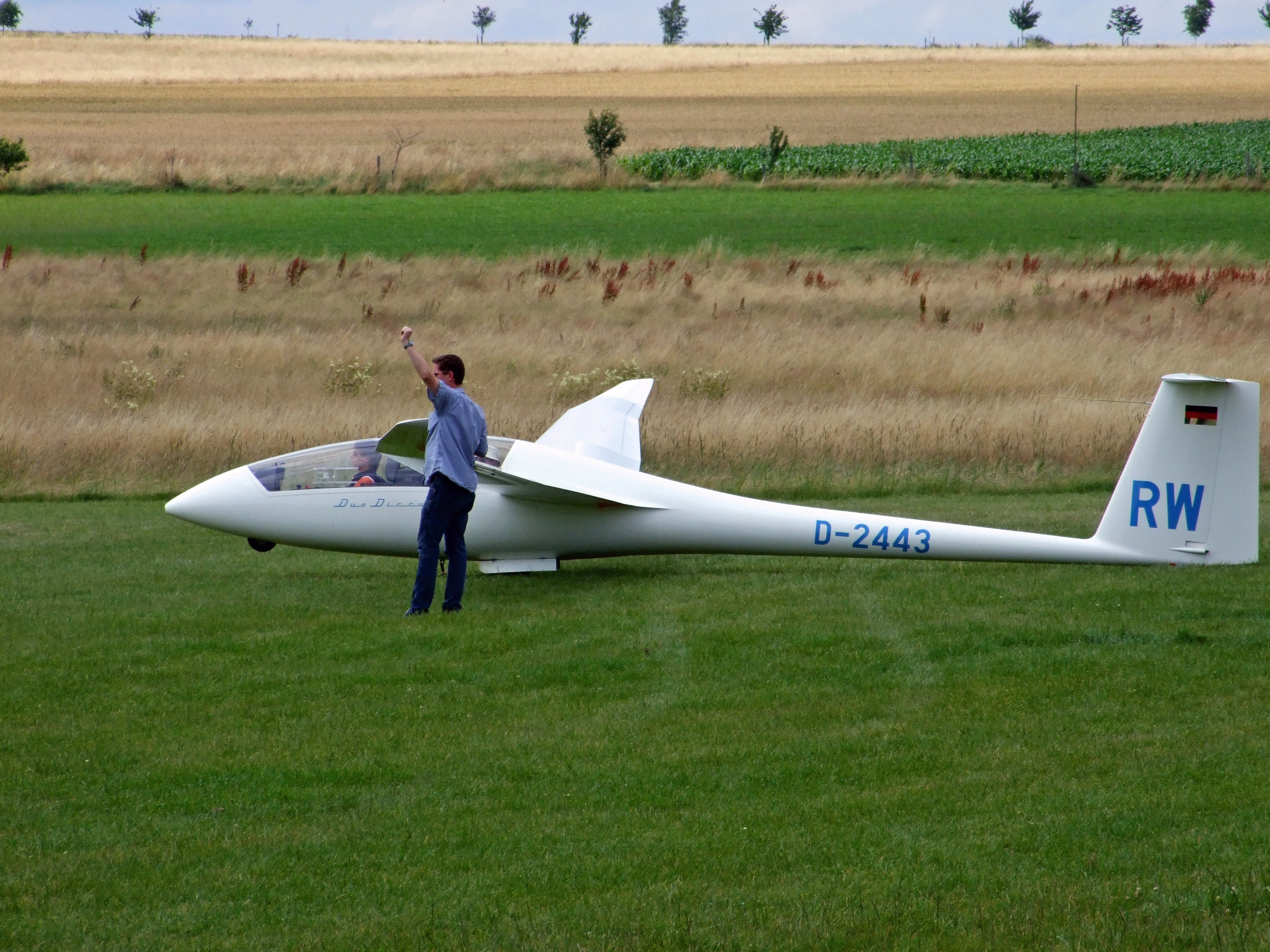
Duo Discus.
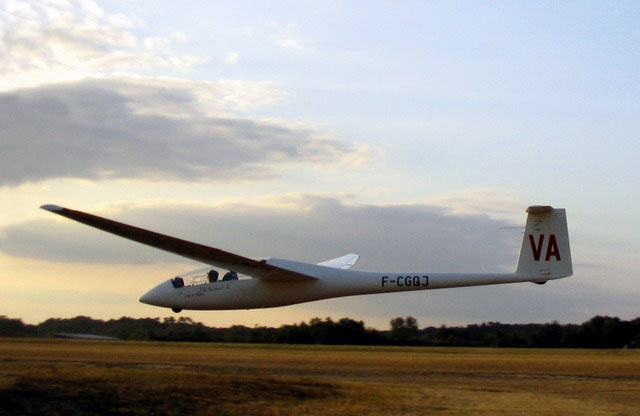
Janus C en arrivée à grande vitesse après un circuit en compétition.

Planeurs monoplaces : Piwi, Pégase c101, LS4, Discus, Discus 2b, Discus 2c-18m, LS8, Ventus 2a, Ventus 2c-18m, ASW27, ASW 28, ASG29, Nimbus IV T, Swift.

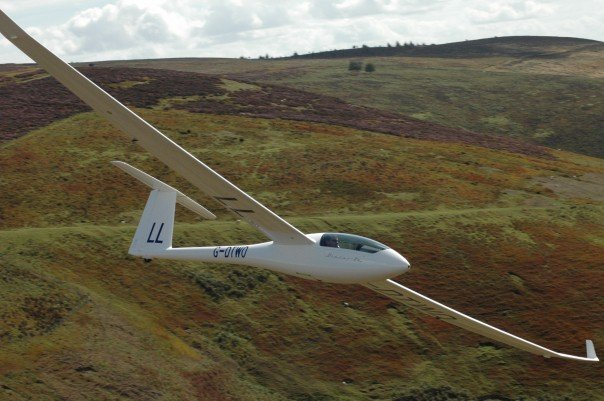
Un Discus 2a en vol.
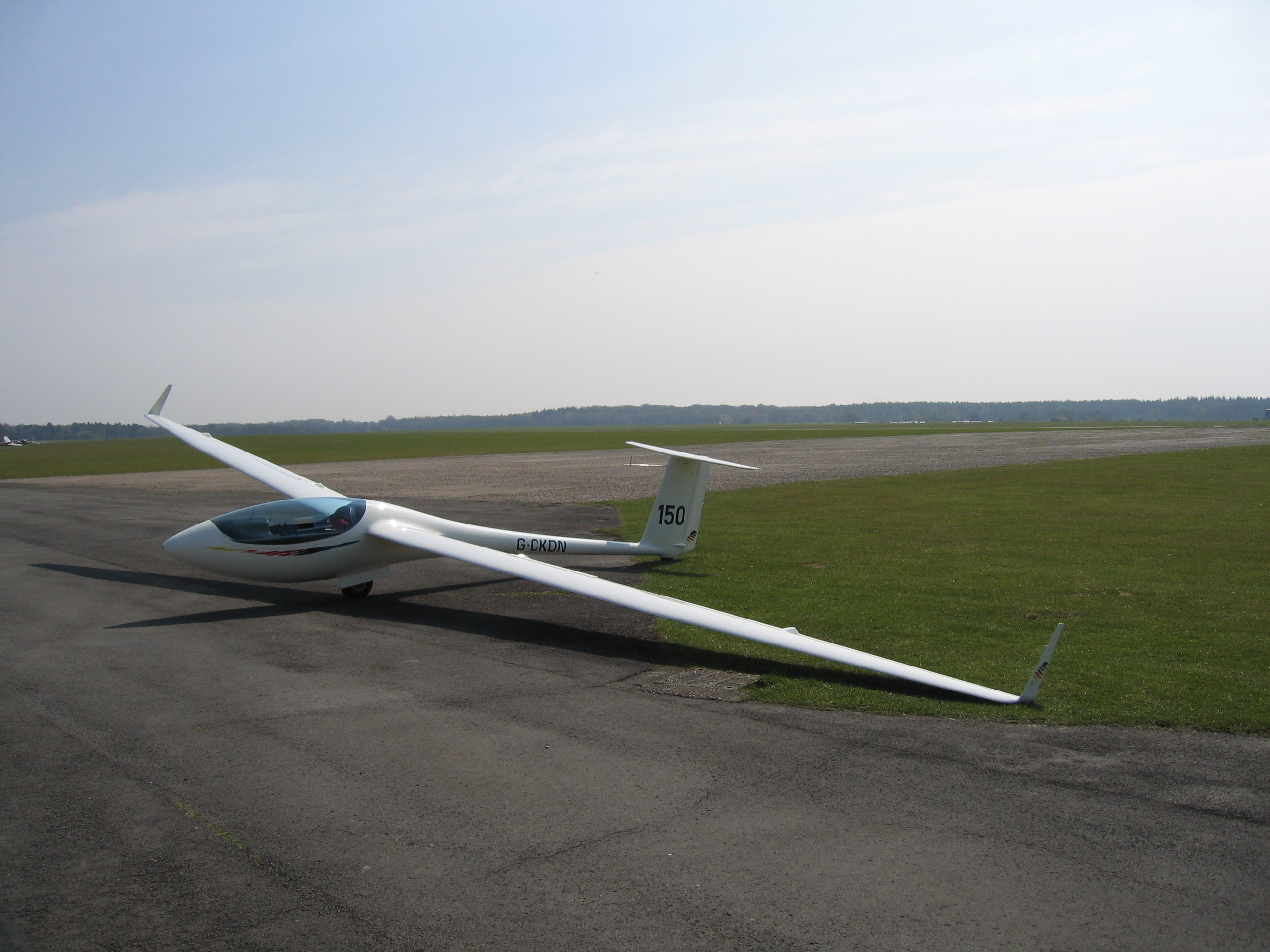
ASW27.
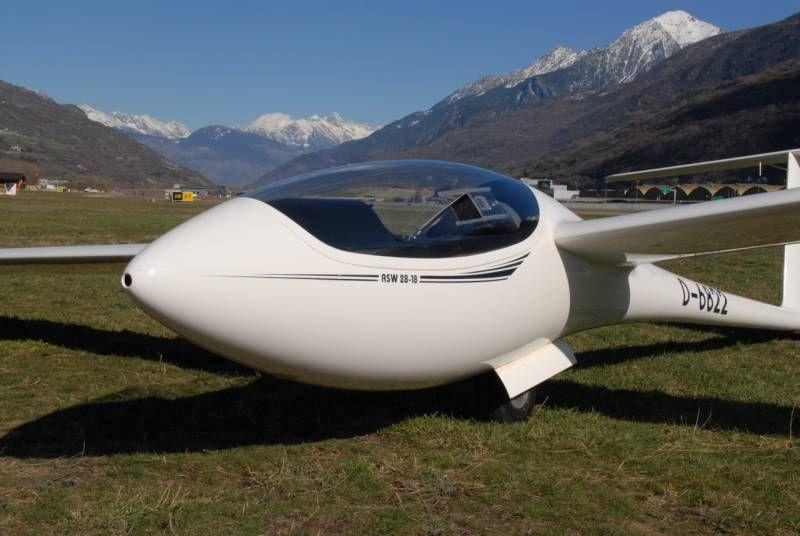
ASW28-18"D-6822" dans la vallée d'Aoste.
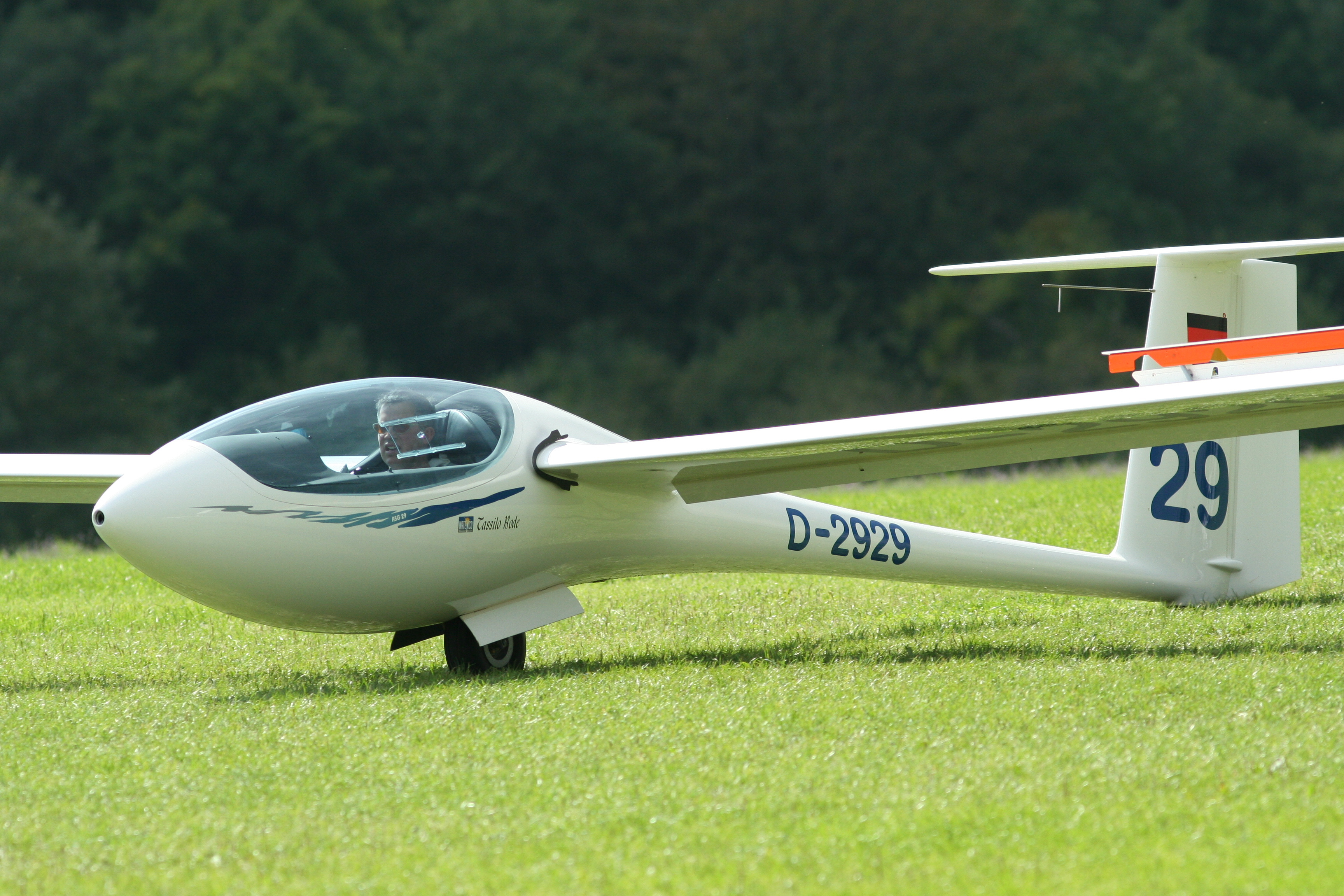
ASG 29 au sol, aérofreins sortis.

Pour le remorquage, une flotte composée de : Robin DR-400, de Rallye MS893, de MCR180 et WT9.

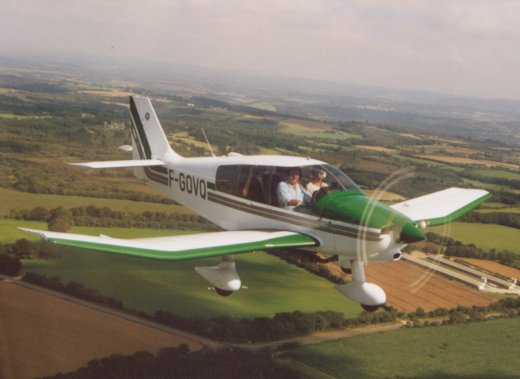
Robin DR-400 en vol.
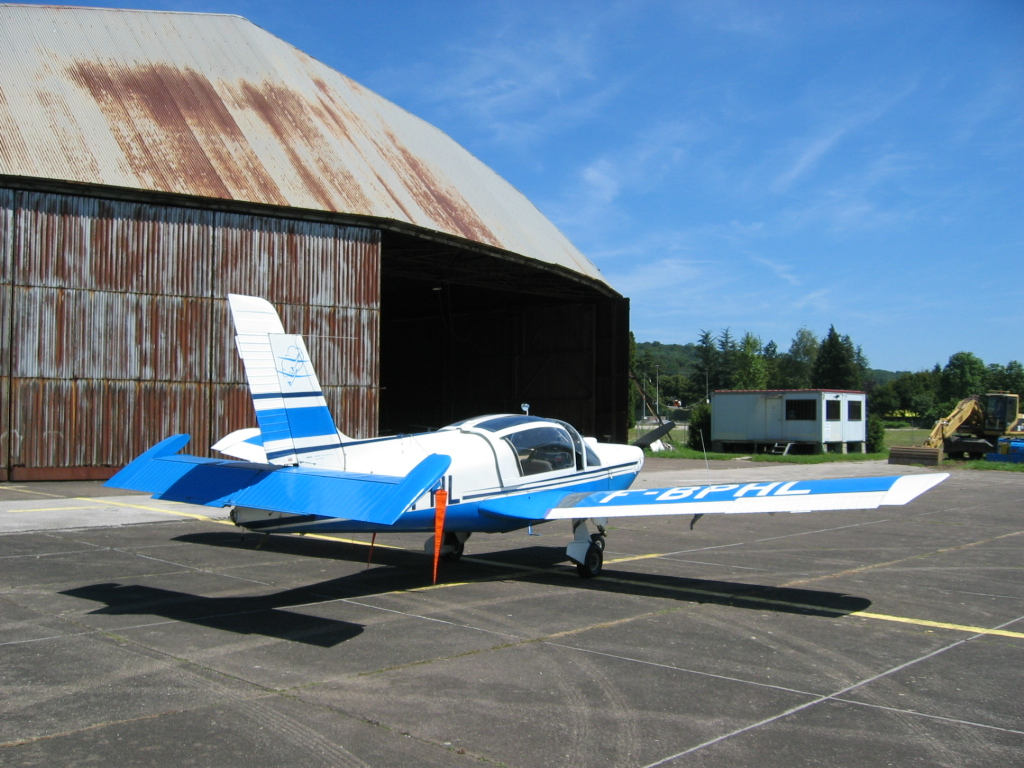
MS Rallye 893 utilisé par l'Aérodrome de Besançon-Thise pour remorquer des planeurs.